# Яремков (Львовская область)
Яремков (укр. Яремків) — село в Рудковской городской общине Самборского района Львовской области Украины.
Население по переписи 2001 года составляло 172 человека.